# Les Huckfield
Leslie John Huckfield (né le 7 avril 1942)  est un homme politique travailliste britannique qui est député de Nuneaton de 1967 à 1983 et Député européen de 1984 à 1989.

## Jeunesse
De 1960 à 1963, Huckfield étudie au Keble College, à Oxford, où il obtient un diplôme en philosophie, politique et économie, puis pune maîtrise. De 1963 à 1966, il travaille comme maître de conférences en économie à la Birmingham City University (alors City of Birmingham College of Commerce) tout en préparant une maîtrise en commerce, spécialisée en économétrie et statistiques.

## Carrière parlementaire
Huckfield se présente pour la première fois au Parlement à Warwick et Leamington en 1966, mais il est battu par le conservateur sortant John Hobson.
En 1967, à l'âge de 24 ans, Huckfield est élu au parlement de la circonscription de Nuneaton lors d'une élection partielle à la suite de la démission de Frank Cousins, devenant ainsi le plus jeune député (le "Baby of the House"). Il est sous-secrétaire d'État à l'Industrie de 1976 à 1979, servant sous le secrétaire à l'Industrie Eric Varley dans le gouvernement de James Callaghan. Pendant un certain temps, il est membre du Comité exécutif national du Labour, occupant le siège des Sociétés socialistes. Lorsque les travaillistes retournent dans l'opposition en 1979, il est porte-parole de l'opposition sur l'industrie de 1979 à 1981. Il est membre fondateur du Groupe de campagne socialiste en 1982.
Après avoir été réélu lors de quatre élections générales, Huckfield ne se représente pas lorsque les limites des circonscriptions sont modifiées pour les élections générales de 1983. Le siège de Nuneaton est remporté par le conservateur Lewis Stevens, qui l'occupe jusqu'en 1992. Huckfield devait se présenter pour le siège recréé de Sedgefield pour les élections générales de 1983, mais à la place, les travaillistes choisissent Tony Blair comme candidat, qui est élu .

## Après le Parlement
Huckfield est ensuite nommé directeur de la Capital Transport Campaign pour le Greater London Council. Aux élections de 1984 pour le Parlement européen, il est élu Député européen pour la circonscription de Merseyside East. Il est vice-président de la commission des transports du Parlement et quitte son poste en 1989.
Il est maintenant basé à Auchterarder, en Écosse, où il dirige un cabinet de conseil en financement appelé Leslie Huckfield Research International. Il soutient l'indépendance écossaise.